# Dominika Valachová
Dominika Valachová est une ancienne joueuse slovaque de volley-ball née le 4 juin 1986 à Komárno. Elle mesure 1,65 m et jouait au poste de libero. Elle a totalisé 96 sélections en équipe de Slovaquie. Elle a mis un terme à sa carrière de volleyeuse professionnelle en mai 2018.

## Clubs
| Club                    | De        | À         |
| ----------------------- | --------- | --------- |
| Komárno                 |           | 2002-2003 |
| ŠG Nitra                | 2003-2004 | 2005-2006 |
| VK Doprastav Bratislava | 2006-2007 | 2011-2012 |
| CS Dinamo Bucureşti     | 2012-2013 | 2012-2013 |
| Ladies in Black Aachen  | 2013-2014 | 2015-2016 |
| Vandœuvre Nancy VB      | 2016-2017 | 2016-2017 |
| VK Slávia EU Bratislava | 2017-2018 | 2017-2018 |

## Palmarès

### Équipe nationale
- Ligue européenne
  - Finaliste : 2016.

### Clubs
- Championnat de Slovaquie
  - Vainqueur : 2009, 2012.
  - Finaliste : 2011, 2018.
- Coupe de Slovaquie
  - Vainqueur : 2008, 2009, 2011, 2012.
  - Finaliste : 2010.
- Championnat de Roumanie
  - Finaliste : 2013.
- Coupe de Roumanie
  - Finaliste : 2013.
- Coupe d'Allemagne
  - Finaliste : 2015.